# Mundeu maculicollis
Mundeu maculicollis là một loài bọ cánh cứng trong họ Cerambycidae.